# Еуфаузієві
Еуфаузієві (Euphausiidae) — родина ракоподібних ряду Euphausiacea. На відміну від монотипової родини Bentheuphausiidae включає в себе види крилю, що несуть на тілі фотофори, які випромінюють світло і таким чином, всі види здатні до біолюмінесценції.

## Опис
Це невеликі креветки, що живуть в зграях. Живляться органічними частинками, фільтруючи їх через волоски на грудях. Вони мають м'яке, прозоре тіло, великі очі і органів, що світяться.

## Класифікація
Родина містить 10 родів і 65 видів:
- Euphausia Dana, 1852
- Meganyctiphanes Holt et Tattersall, 1905
- Nematobrachion Calman, 1905
- Nematoscelis G.O. Sars, 1883
- Nyctiphanes G.O. Sars, 1883
- Pseudeuphausia Hansen, 1910
- Stylocheiron G.O. Sars, 1883
- Tessarabrachion Hansen, 1911
- Thysanoessa Brandt, 1851
- Thysanopoda Latreille, 1831